# Самоокупність
Самооку́пність — принцип господарювання, за яким підприємство (фірма, компанія, об'єднання тощо), всі свої витрати і видатки на виробництво і реалізацію товару (продукції, робіт, послуг) покриває за рахунок коштів, одержаних від його реалізації.